# Obitelj Gaunt
Obitelj Gaunt imaginarna je obitelj iz serijala knjiga o Harry Potteru J. K. Rowling. U trenutku kada se prvi put spominje bila je sastavljena od 3 člana: Marvolo, Morfin i Meropa.

## Članovi obitelji

### Marvolo
Marvolo Gaunt bio je glava obitelji. Bio je ponosan na krvnu povezanost sa Salazarom Slytherinom. Bio je siromašan, njegovo jedino bogatstvo bile su obiteljske dragocjenosti - predmeti koji su nekoć pripadali Slytherinu, odnosno Slyterinov medaljon i prsten. Medaljon je Meropa prodala kad ju je Tom Riddle stariji ostavio. A prsten je Lord Voldemort oteo svom ujaku Morfinu. Marvolo je bio ohol i neodgojen starac. Često je zlostavljao svoju kćer jer nije pokazivala magični dar. On je Voldemortov djed.

### Morfin
Morfin Gaunt bio je plavokosi mladić neuredna izgleda. Bio je kao otac - ohol i neodgojen. On je također zlostavljao svoju sestru Meropu. O njemu se malo zna. Zna se da je završio u Azkabanu kad mu je njegov nećak Tom Riddle mlađi (Voldemort) podvalio ubojstvo Riddleovih koje je sam učinio. Pretpostavlja se da je umro u Azkabanu.

### Meropa
O Meropinom djetinjstvu se ne zna skoro ništa. Zna se da joj se otac zove Marvolo i da je potomak Salazara Slytherina. Meropa je većinu svog života bila ugnjetavana i zlostavljanja od strane svog oca i brata Morfina. Oni su smatrali da ona nema magični dar (hrkan) i to je bila velika sramota u čarobnjačkom svijetu. Zato su je skrivali i zlostavljali. Ali Meropa jednog dana bježi od kuće s mladićem zvanim Tom Riddle. Nakon što je otišla od kuće razvila je čarobnjački dar. S Riddleom je dobila dijete, ali on je ostavlja nakon što je otkrio da je vještica koja mu je podvaljivala ljubavni napitak. Meropa je prodala obiteljske dragocjenosti da bi kupila nešto kruha, ali ipak umire u bijedi nakon što je u sirotištu rodila dječaka kojem je dala ime po ocu - Tom Marvolo Riddle. Taj dječak kasnije će biti poznat kao lord Voldemort i terorizirat će čarobnjački svijet sve dok ga ne zaustavi dječak zvan Harry Potter. Anagram dječakova imena (Tom Marvolo Riddle) jeste „I am Lord Voldemort.”